# Stazione di Futamata-Shinmachi
La stazione di Futamata-Shinmachi (二俣新町駅?, Futamata-Shinmachi-eki) è una stazione ferroviaria di Ichikawa, città della prefettura di Chiba, in Giappone. La stazione è servita dalla linea Keiyō della JR East.

## Linee e servizi
East Japan Railway Company
■ Linea Keiyō

## Struttura
La stazione è dotata di un marciapiede a isola centrale con due binari passanti su viadotto.
| 1 | ■ Linea Keiyō | per Nishi-Funabashi, Kaihin-Makuhari e Soga |
| 2 | ■ Linea Keiyō | per Maihama, Shin-Kiba e Tokyo              |

## Stazioni adiacenti
| «                                           | Servizio    | »                |
| Linea Keiyō                                 | Linea Keiyō | Linea Keiyō      |
| ------------------------------------------- | ----------- | ---------------- |
| Ichikawa-Shiohama                           | Locale      | Minami-Funabashi |
| Il Rapido e il Rapido Pendolari non fermano |             |                  |